# 城关街道 (曹县)
城关街道是中国山东省菏泽市曹县下辖的一个街道。

## 行政区划
城关街道下辖南关社区、北关社区、西城社区、北街社区、西街社区、东街社区、马山庄村、石庄村、西邵村、王乐田村、刘六庄村、八里庙村。